# Цаган-Хаг
Цага́н-Хаг (также Цаган-Хак, Цыган-Хаг; калм. Цаһан Хаг — белый солончак) — солёное пересыхающее озеро в Приютненском районе Калмыкии. Расположено в 36 км к юго-юго-востоку от Элисты, в 11 км от к северу от реки Маныч. Площадь — 19,9 км². Относится к Донскому бассейновому округу.
Озеро имеет реликтовое происхождение, остаток древнего пролива, соединявшего Чёрное и Каспийское моря на месте современной Кумо-Манычской впадины. В засушливые годы озеро полностью пересыхает, оставляя на поверхности соляную корку, а в весенний период оно лишь незначительно заполняется за счет талых вод, стекающих со склонов Ергенинской возвышенности.
Населённых пунктов на озере нет.

## Животный мир
Озеро Цаган-Хаг входит в систему озёр Кумо-Манычской впадины, которые являются ключевыми орнитологическими территориями международного значения в период остановок гусей и казарок на весенней и осенней миграции, а в годы с теплой зимой, используются птицами в декабре-феврале. Озера Кумо-Манычской впадины — единственное место массовой остановки краснозобой казарки в России.
Весной и осенью на территории Кумо-Манычской впадины на пролёте на 1-1.5 месяца останавливается пискулька — вид, внесенный в Красные книги МСОП и России. Общая численность пискульки в этом районе составляет 1-5 % мировой популяции.
В целях сохранения уникальной миграционной остановки глобально угрожаемых видов гусей и казарок в марте 2009 года было принято постановление правительства Республики Калмыкия о запрете весенней охоты на территориях государственных заказников, водоемов Кумо-Манычской группы, включая озеро Цаган-Хаг, и водоохраной зоны этих водоёмов.

## Источник
- Атлас Республики Калмыкия, ФГУП «Северо-Кавказское аэрогеодезическое предприятие», Пятигорск, 2010 г., стр. 137